# He nacido en Buenos Aires
He nacido en Buenos Aires es una película en blanco y negro de Argentina dirigida por Francisco Mugica sobre el guion de Rodolfo Manuel Taboada que se estrenó el 3 de septiembre de 1959 y que tuvo como protagonistas a Mario Fortuna, Gilda Lousek, Enzo Viena y Santiago Arrieta.

## Sinopsis
La vida de tres jóvenes porteños hasta que integran una orquesta típica que lleva el tango a Europa.

## Reparto
- Mario Fortuna
- Gilda Lousek
- Enzo Viena
- Santiago Arrieta
- María Luisa Robledo
- Alberto Argibay
- Ignacio Quirós
- Isabel Muñoz
- Oscar Orlegui
- Isabel Sánchez
- Analía Paz
- Guillermo Briones
- Cecil Bourdais
- Lilián Blanco
- Carlos Carella
- Carlos Daniel Reyes
- Mario Amaya
- Guillermo Longoni
- Raúl Deval
- Marta González
- Cayetano Biondo
- Carlos Bianquet
- Domingo Garibotto

Jorge de la Riestra

## Comentarios
Jorge Miguel Couselo en Correo de la Tarde dijo:

”Honesto film argentino. Su estilo (el de Mugica) es de un cine argentin de años atrás, pero plasma con honestidad y mesura los elementos a que recurre y logra con ellos un espectáculo comunicativo y directo de inequívoca honradez.”

José Gobello opinó:

”Es tan mala como si se hubiera filmado en la más horrenda y oprobiosa tiranía. Y no por falta de buena voluntad. Al contrario, son visibles los esfuerzos realizados para lograr una gran película.”

Por su parte Manrupe y Portela escriben:

”Anacrónico film del 1900 que inexplicablemente fue un suceso de público y significó el resurgimiento del director.”